# Magyarbikali református templom
Magyarbikal első írásos említése, Tera Bekaly néven, 1249-ből származik. Régen a falu a felette húzódó bükkerdő alatt helyezkedett el – erre utal elnevezése is -, ám a lakosság a rájuk leselkedő veszélyek miatt lehúzódott a védettebb, jobban elrejtett völgybe, így alakult ki a mai falu.

## Története és leírása

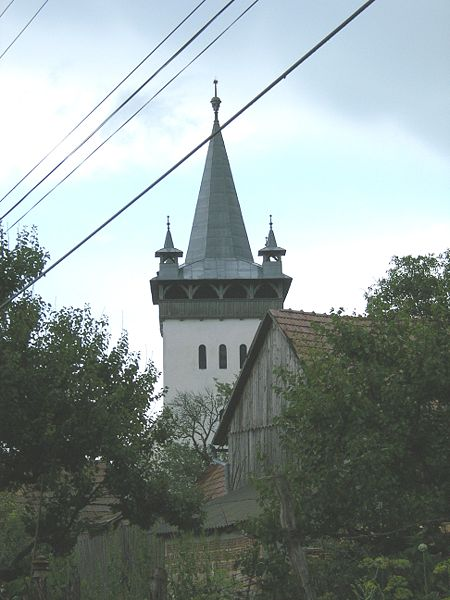
Magyarbikal református temploma

Az első birtokos Pál országbíró volt, aki a falut IV. Béla királyunktól kapta adományként, majd a Sebesvári királyi vár birtokai közé került, s innen adományozták a székely eredetű Tamásfalvi családnak. A falu birtokosai 1450-től a Vitézek, majd a Homoródszentmártoni Bíró család örökli és végül az altorjai Szabók következtek a birtokosok sorában, akiknek 1940-ig voltak itt birtokrészei.
1400. december 6-án kelt az a pápai engedély, amelyben IX. Bonifác pápa jóváhagyja Tamásfalvi Gergely kérését és engedélyezi számára egy templom építését. A Szent Lénárd tiszteletére emelt gótikus templom 1402-re épült fel. A 16. század közepén a templom gyülekezetével együtt református hitre tért.
Az 1669-es török fosztogatások és rombolások során meggyengült csúcsíves mennyezete az 1693-as kalotaszegi földrengés során beomlott. A falu akkori birtokosa báró Korda Zsuzsanna 1697-ben saját költségén festett famennyezettel fedette be a templomot. Ezt a mennyezetet Gyalui Asztalos János festette meg. A szentély 101 és a hajó 84 kazettája ebből az időből való, melyek jól meghatározzák a templom bővítése előtti méreteit. Gyalui mester énekeskarzatot és úrasztalát is készített. 1746-ban újabb földrengés pusztította a templomot, de az újjáépítésre csak 1790-ben került sor. Az akkori birtokos Homoródszentmártoni Bíró Zsigmond igen pártolta a vallást és a református egyházat, s elhatározta a templom bővítését, de korai halála miatt a hívek 1792-re egyedül fejezték be a templom bővítését. Ebben az időben a templom keleti - délkeleti falát mintegy 3 méterrel kitolták. A régi templom ablakai közül kettőt felhasználtak, de a többi ablak és az ajtók is a bővítés során elvesztek.
Az 1790-es átalakítás évében Bíró Zsigmond felesége, Vitéz Klára megbízásából Umling János készítette a szószékkoronát, és Bíró Zsigmond, illetve Gyarmati Sándor megbízásából három, családi címerrel ellátott padmellvédet. 1794-ben Umling János a kibővített templomrész új famennyezetén dolgozott, amelyből napjainkra a szentélyben 21, a hajóban 37 tábla maradt meg. Ő készítette a nyugati és keleti karzatmellvédet is, melynek középső tábláján kétoldalt egy-egy trombitát fújó angyal látható, alattuk egy-egy kartusban bibliai idézetekkel. Középen a Liliomok völgye című könyvből származó ábrázolás látható, forráshoz siető szarvas és férfi alakjával, alatta vers idézettel:
„Véres sebeimnek mérge szivem hatya / Ezt tsak az Igasság Napja gyogyit hatya, / Köszál Vizekre sietek mint Szarvas / Ott lész szomjuságom hivesitö orvas.”
A templomot 1843-ban, 1861-ben, majd 1923-ban javították. Ekkor Kós Károly tervei szerint bővítették a templomot, a régi különálló harangláb helyére négy fiatornyos tornyot emeltek. A szentély mennyezetébe 24, a hajóéba 54 sablonnal festett tábla került, melyek Csöregi Márton és Asztalos József munkái.  
A templom harangja 1627-ből való.

## Képgaléria

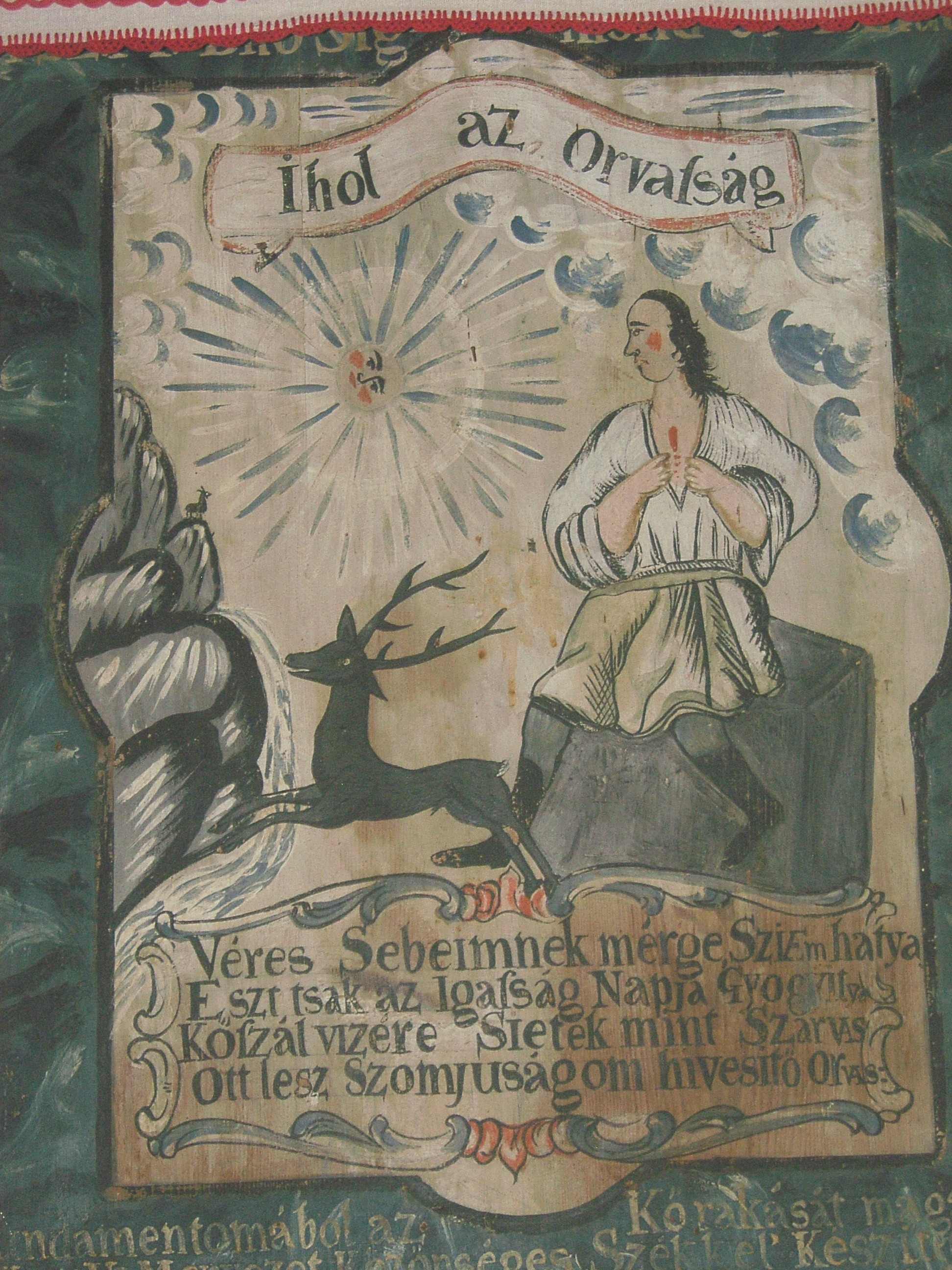
Festett tábla Magyarbikal református templomából
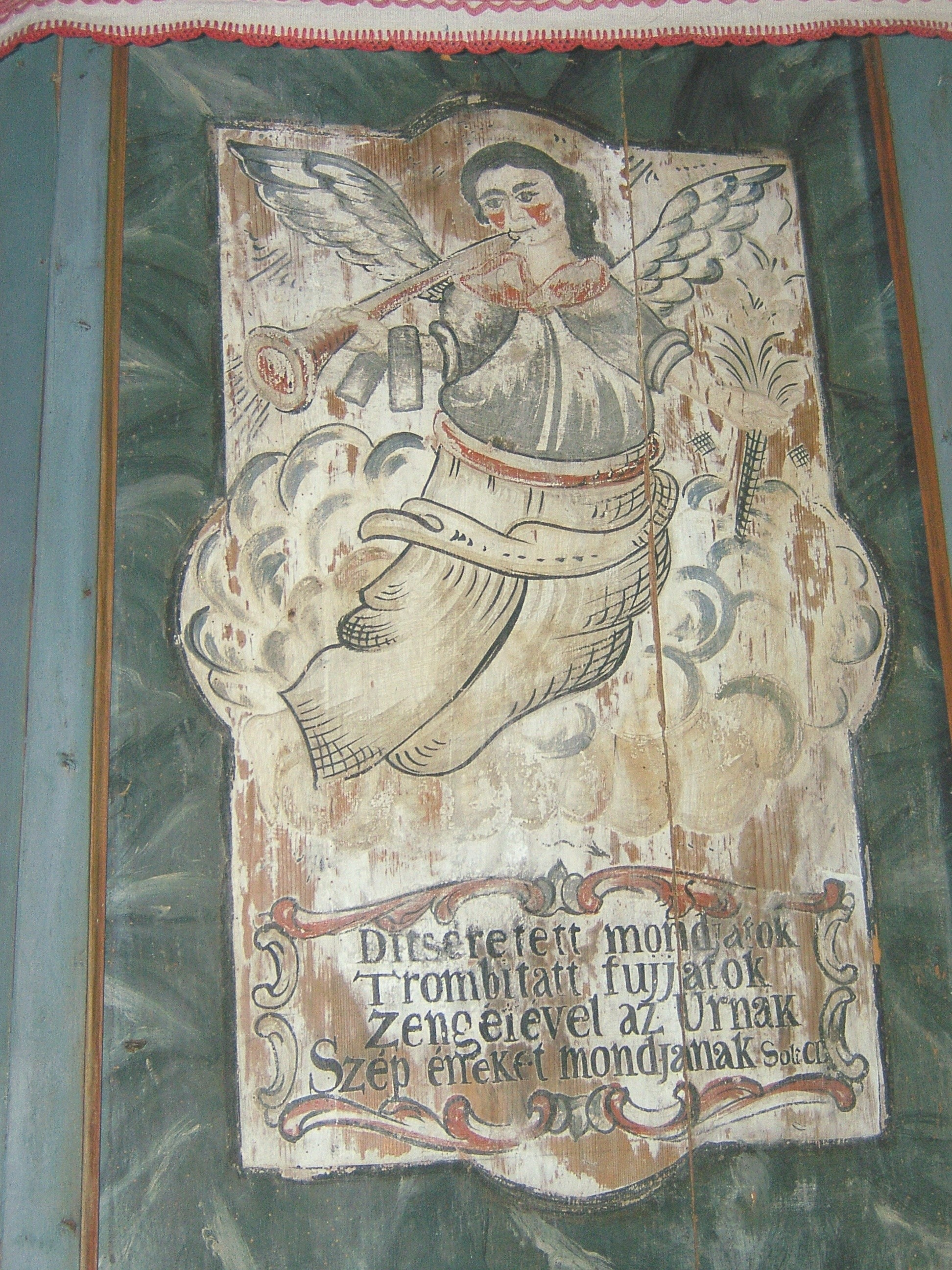
Festett tábla Magyarbikal református templomából
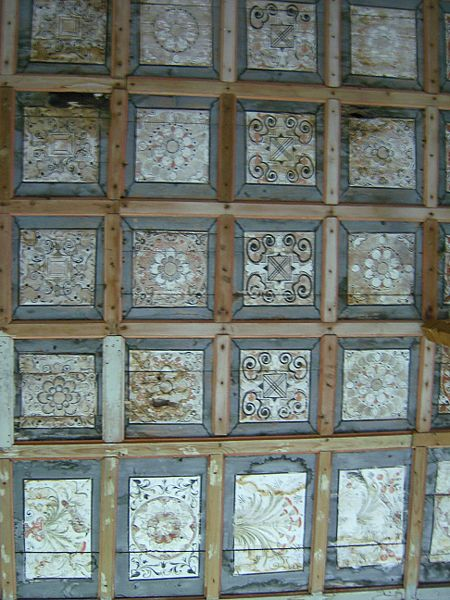
Magyarbikali fakazetták
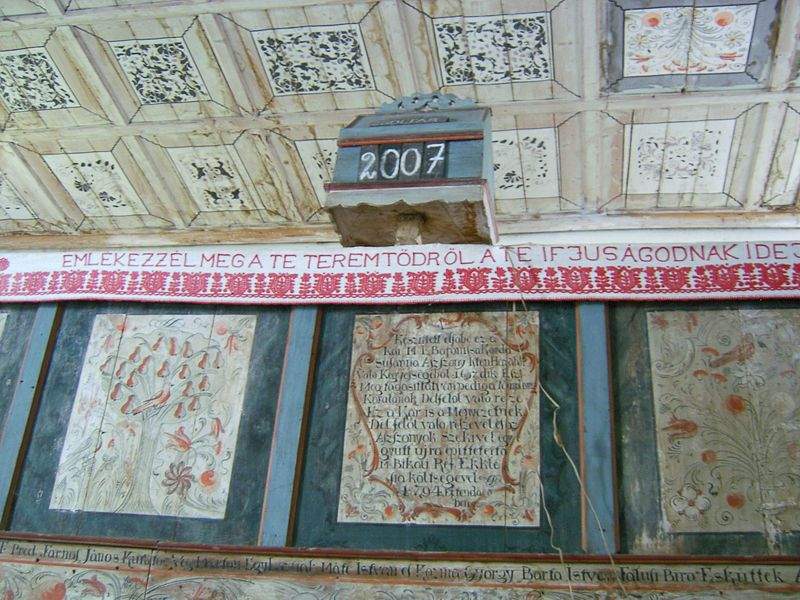
Magyarbikali templom karzata
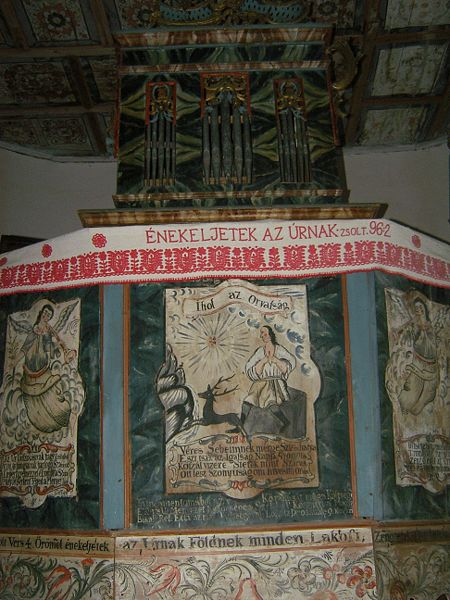
Magyarbikali templom orgonája
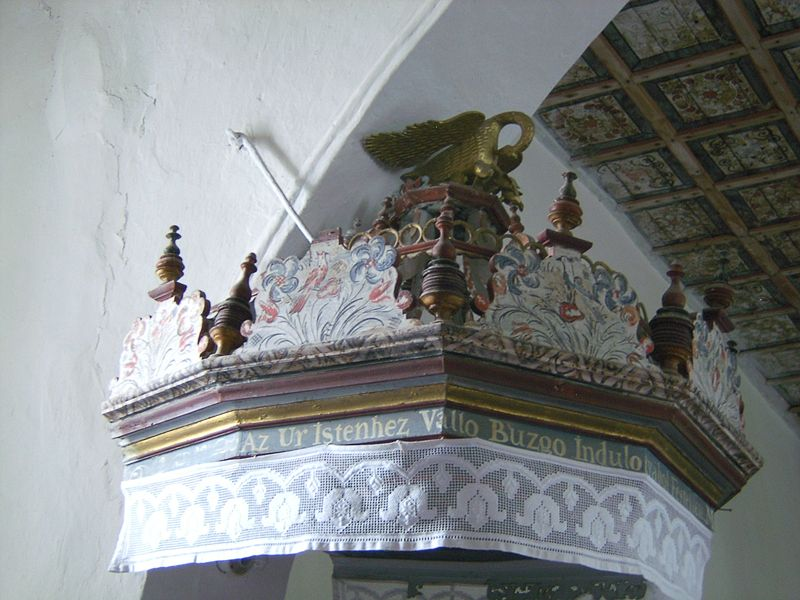
Magyarbikali templom szószéke
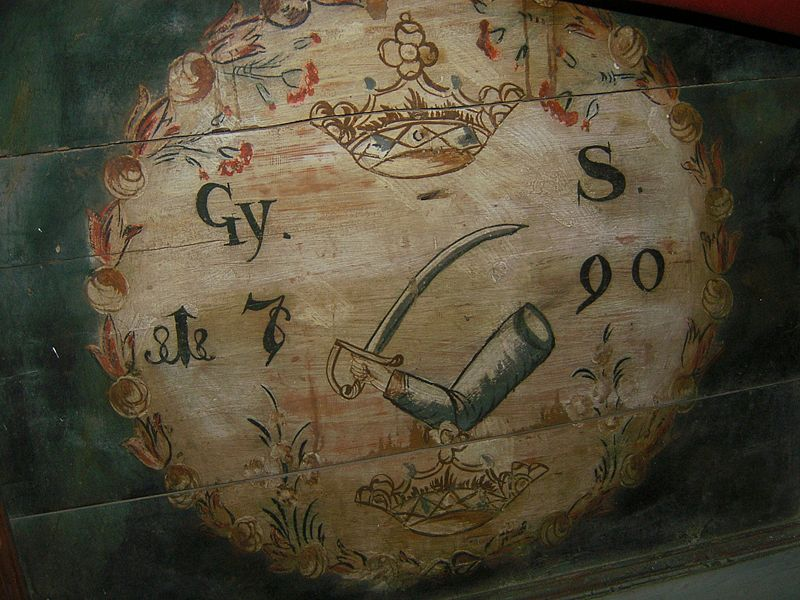
Magyarbikali templom címeres padmellvédje
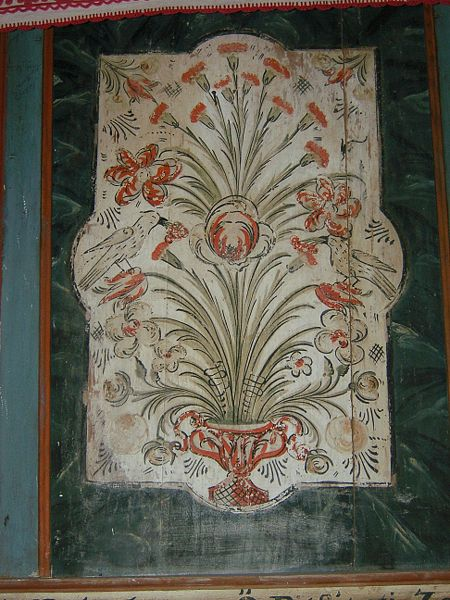
Magyarbikali templom festett kazettája
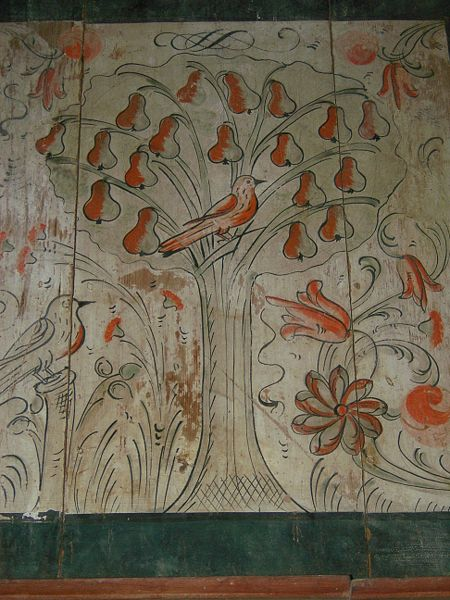
Magyarbikali templom festett kazettája
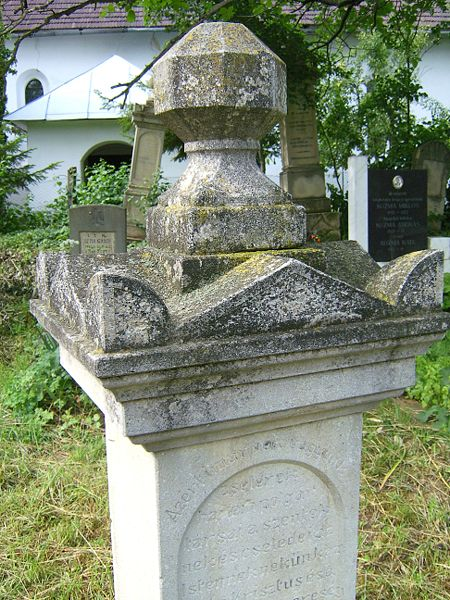
Magyarbikali templomkert sírköve
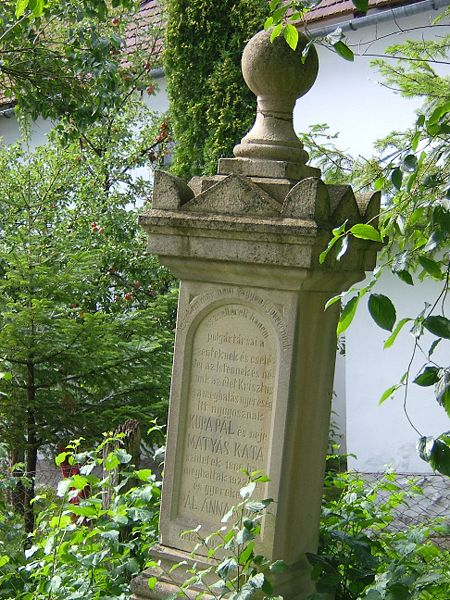
Magyarbikali templomkert sírköve
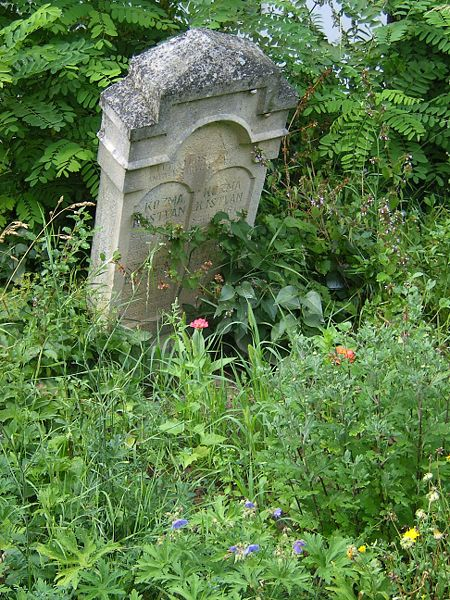
Magyarbikali templomkert sírköve

## Külső hivatkozások
- www.erdelyiturizmus.hu
- Kalotaszeg honlapja - kalotaNET